# Vinzenz Ilger
Vinzenz Ilger (* 12. Februar 1742 in Tiengen; † nach 1806, vermutlich in Sankt Paul im Lavanttal) war ein Benediktiner, Theologe, Philosoph und Prior von 1802 bis 1806 war er Propst der Propstei Klingnau.

## Leben
Vinzenz Ilger besuchte die Schule in Tiengen und die Klosterschule St. Blasien und trat am 28. Oktober 1762 in den Orden ein. Er wurde am 13. Juni 1767 zum Priester geweiht. Nach dem Studium der Theologie und Philosophie in St. Blasien (was ab 1791 nicht mehr gestattet war bzw. erschwert wurde) ernannte man ihn in St. Blasien zum Censor morum, Moderator fratrum religiosorum und Magister novitiorum. Um 1800 erhielt er die Stelle als Prior im Kloster Sion. Er lebte noch 1806 und wanderte nach der Säkularisation im Kanton Baden vermutlich zusammen mit den anderen Benediktinern nach Kärnten aus.

## Werke
- Observationes in secula christiana de disciplina et moribus ecclesiae catholicae in usum cleri utriusque. Einsiedeln und Basel 1791, (4 Teile)
- Die beschämten Philosophen unserer Zeit durch die Philosophen des grauen Altertums. Etwas für Verstand und Herz. (Handschrift von 1801)